# Carsten Gerhard Bang
Carsten Gerhard Bang født 5. april 1756 i Trondheim, død 22. januar 1826, var en norsk officer, generalmajor fra 1809/1810.
Bang blev han 1772 student Trondheim katedralskole, aflagde 1777 juridisk examen ved Københavns Universitet og fik derefter ansættelse i Trondheim under det norske regeringskollegium som kommercekonsulent, 1783 med titel af justitsråd. Den kortvarige fejde med Sverige 1788 gav ham imidlertid lyst til at forsøge sig som kriger, han indsendte forslag til oprettelsen af det frivillige røraasiske bergjægerkorps og opnåede s. A. at blive stillet i spidsen for korpset som kommandør og at få sin justitsraadstitel ombyttet med en infanterimajors. Fra nu af avancerede han i de militære grader og kommandoposter, blev 1797 oberstløjtnant, 1801 kommandør for den søndenfjældske skiløberbataillon, 1803 oberst, 1804 kommandør for de nordenfjældske skiløbere, 1809 kommandør for 1. trondheimske infanteriregiment, 1809/1810 generalmajor, men vedblev stedse under disse omskiftelser at beklæde stillingen som kommercekonsulent, ligesom han beholdt kommandoen over de røraasiske jægere. Under den Dansk-Svenske Krig 1808-1809 var der betroet ham kommandoen over en brigade, og med denne foretog han bland andet i augustmåned et med omsigt ledet indfald i Härjedalen. Ved Norges afståelse 1814 udgik han af den dansk-norske hærs lister og fortsatte som chef også efter at unionen den svensk-norske union var kommet i stand.
Carsten Gerhard Bang var søn af biskop Marcus Fredrik Bang og dennes tredje hustru Mette Margarethe Volqvartz (-1756).
Han blev i 1782 gift med Cathrine Sara Maria Lysholm (1764-1825), en datter af Broder Brodersen Lysholm, hofagent og
grosserer i Trondheim, og Cathrine Meincke.

## Eksterne lenker
- Dansk biografisk Lexikon